# Francisco Muñoz Llana
Muñoz  Llana est un nom espagnol. Le premier nom de famille, en général paternel, est Muñoz ; le second, en général maternel, souvent omis, est Llana.
Francisco Muñoz Llana, né le 24 juin 2001, à Oviedo, est un coureur cycliste espagnol.

## Biographie
Francisco Muñoz est né à Oviedo, capitale des Asturies. Il passe toutefois son enfance en Catalogne, où il participe à ses premières compétitions cyclistes
En 2019, il termine notamment neuvième du championnat d'Espagne juniors (moins de 19 ans). Deux ans plus tard, il s'impose à trois reprises sur des courses régionales catalanes. Il évolue ensuite dans la réserve de l'équipe Eolo-Kometa. Bon puncheur, il remporte le classement final de la Coupe d'Espagne amateurs en 2022. Il se classe également troisième du championnat d'Espagne espoirs en 2023. 
Après y avoir été stagiaire, il passe finalement professionnel en 2024 chez Eolo-Kometa. Son premier contrat s'étend sur deux saisons. Il effectue sa reprise au mois de janvier sur le Challenge de Majorque. Quelques jours plus tard, il enchaîne avec le Tour de la Communauté valencienne, où il participe à une échappée sur la première étape.

## Palmarès et résultats

### Palmarès par année
- 2021
  - Trofeu Carlos Ferrán
  - Trofeu Ursa Ibèrica
  - Volta al Montsiá
- 2022
  - Coupe d'Espagne amateurs
  - Gran Premio Primavera de Ontur
  - 3e du Mémorial Ángel Lozano
- 2023
  - Champion de Catalogne du contre-la-montre espoirs
  - 3e du championnat d'Espagne sur route espoirs

### Résultats sur les grands tours

#### Tour d'Italie
2 participations
- 2024 : 122e
- 2025 : 144e

### Classements mondiaux
| Année           | 2022   |
| --------------- | ------ |
| UCI Europe Tour | 1 535e |